# Lachlan Nieboer
Lachlan Nieboer (Epsom, 11 settembre 1981) è un attore britannico.

## Biografia
Nieboer legge i classici all'Università di Oxford prima di studiare recitazione presso il Lee Strasberg Theatre and Film Institute di New York.

### Carità
È un convinto sostenitore di Blind Veterans UK, precedentemente conosciuta come St Dunstan's (la più grande associazione caritatevole nazionale nel Regno Unito che provvede alle cure, alla riabilitazione e al sollievo per non vedenti dell'ex-personale delle forze armate britanniche). È stato mentre si preparava per il ruolo del tenente Courtenay che Lachlan ha conosciuto l'opera di Blind Veterans UK, e da allora è stato un impegnato ambasciatore per la carità. Nel maggio 2012 ha corso la maratona di Londra per raccogliere fondi a scopi caritatevoli.

## Filmografia

### Cinema
- Heartland, regia di Mark Christopher (2007) (cortometraggio)
- Vivaldi, the Red Priest, regia di Liana Marabini (2009)
- Prigionieri del ghiaccio (Into the White), regia di Petter Næss (2012)
- Charlie Countryman deve morire (Charlie Countryman), regia di Fredrik Bond (2013)

### Televisione
- Torchwood – serie TV, episodi 2x12-2x13 (2008)
- Downton Abbey – serie TV, episodio 2x02 (2011)
- Jo – serie TV, episodio 1x05 (2013)
- Il trono di cuori (Royal Hearts), regia di James Brolin – film TV (2018)